# Omięsna
Omięsna – rodzaj błony zbudowanej z wiotkiej tkanki łącznej odchodzącej od wewnętrznej powierzchni namięsnej. Otacza i oddziela od siebie poszczególne pęczki włókien mięśniowych w brzuścu mięśnia poprzecznie prążkowanego (szkieletowego). Przez omięsną przechodzą naczynia krwionośne i nerwy czuciowe.